# Conseil régional des jeunes du Limousin

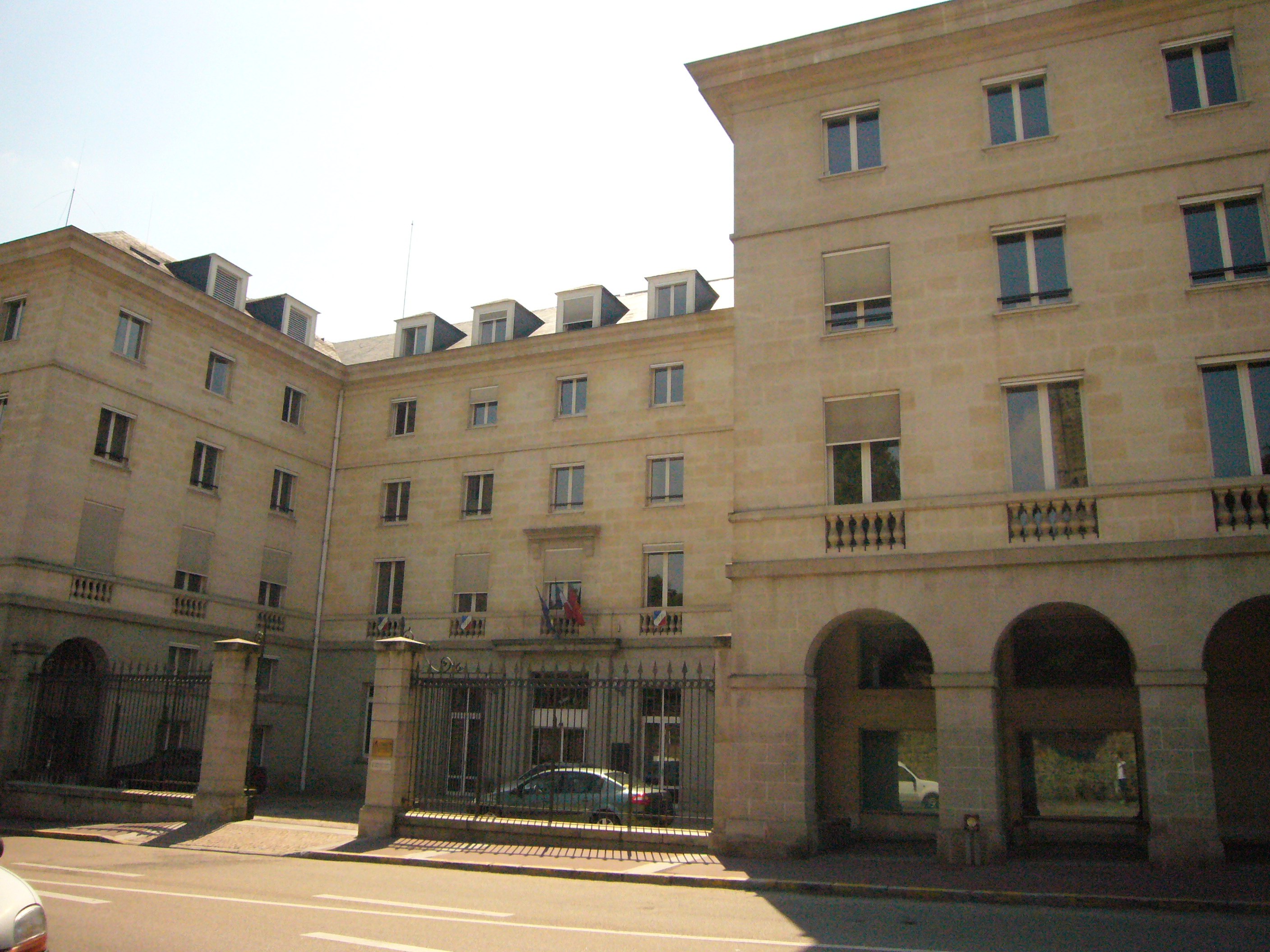
L'hôtel de région

Le conseil régional des jeunes du Limousin est une ancienne instance de consultation et de participation des jeunes à la vie publique sur le territoire de la région Limousin.
Créée en 2005, cette assemblée s’adressait spécifiquement à tous les jeunes de 15 à 21 ans qui résident ou exercent une activité en Limousin. Le CRJ a disparu avec la suppression de la région Limousin en 2015.

## Présentation
Promesse de campagne en 2004 sur suggestion du Conseil économique et social régional, et mise en place en 2005 par le conseil régional du Limousin, cette assemblée citoyenne consultative propose un cadre spécifique à l’expression et l’engagement des jeunes. Son objectif est d'être à la fois un lieu d’apprentissage de la vie démocratique, un outil de découverte de l’institution régionale et un espace d’échange régulier entre jeunes limousins et élus de la région.

## Organisation
Le conseil régional des jeunes du Limousin est une assemblée de jeunes composée au maximum de 46 membres titulaires et 46 membres suppléants, élus pour une durée de 2 ans ; le mandat est renouvelable une fois. La répartition des sièges se réalise en respect de la parité entre hommes et femmes et en proportion de la population des départements de la Corrèze, de la Creuse et de la Haute-Vienne. La présidence du CRJL est assurée par le président du conseil régional, Jean-Paul Denanot.
Le deuxième mandat du CRJL a démarré le 12 janvier 2008. Il devait initialement se terminer en décembre 2009, mais la tenue des élections régionales en mars 2010 a occasionné le report des nouvelles élections au début de l'année 2011. Le troisième mandat du CRJL s'est donc ouvert en mars 2011, après des élections en février, et s'est achevé en décembre 2013. Un quatrième mandat lui a succédé, achevé en 2015. Le CRJ disparaît ensuite.

## Compétences
La fonction de conseiller du CRJL implique deux dimensions : 
- La participation :  il s’agit du travail autour des projets, que chaque conseiller effectue en commission.  Les projets développés en commission seront présentés en assemblée plénière du CRJL, puis soumis à l’examen du Conseil régional ou de la commission permanente.
- La consultation : le CRJL est un espace spécifique à la jeunesse. Il est proposé aux jeunes conseillers de s’associer à la réflexion sur la mise en œuvre des politiques publiques régionales concernant la jeunesse.

## Fonctionnement
Le CRJL fonctionne sur une alternance de séances plénières et de commissions thématiques. 
Les séances plénières sont les temps forts de cette assemblée citoyenne. Elles permettent de soumettre les projets élaborés par chaque commission thématique à l'ensemble des conseillers jeunes, mais également d’échanger et débattre sur un sujet ou une question de société. Seuls les conseillers régionaux jeunes peuvent prendre part au débat, sauf si le président de séance accorde la parole à une personne invitée. Les assemblées plénières sont publiques et tous les membres sont invités à y participer.
Les commissions thématiques sont des espaces de travail, de réflexion et de mise en œuvre des projets.  
Les thèmes des commissions sont définis en fonction des centres d’intérêt exprimés par les candidats au conseil régional des jeunes, en lien avec les compétences de la région. Elles sont au nombre de quatre dans la mandature 2011-2013 : solidarités, environnement et transports, culture et sports, formation-vie professionnelle et citoyenneté.

## Actions

Logo du festival Vache'ment jeune

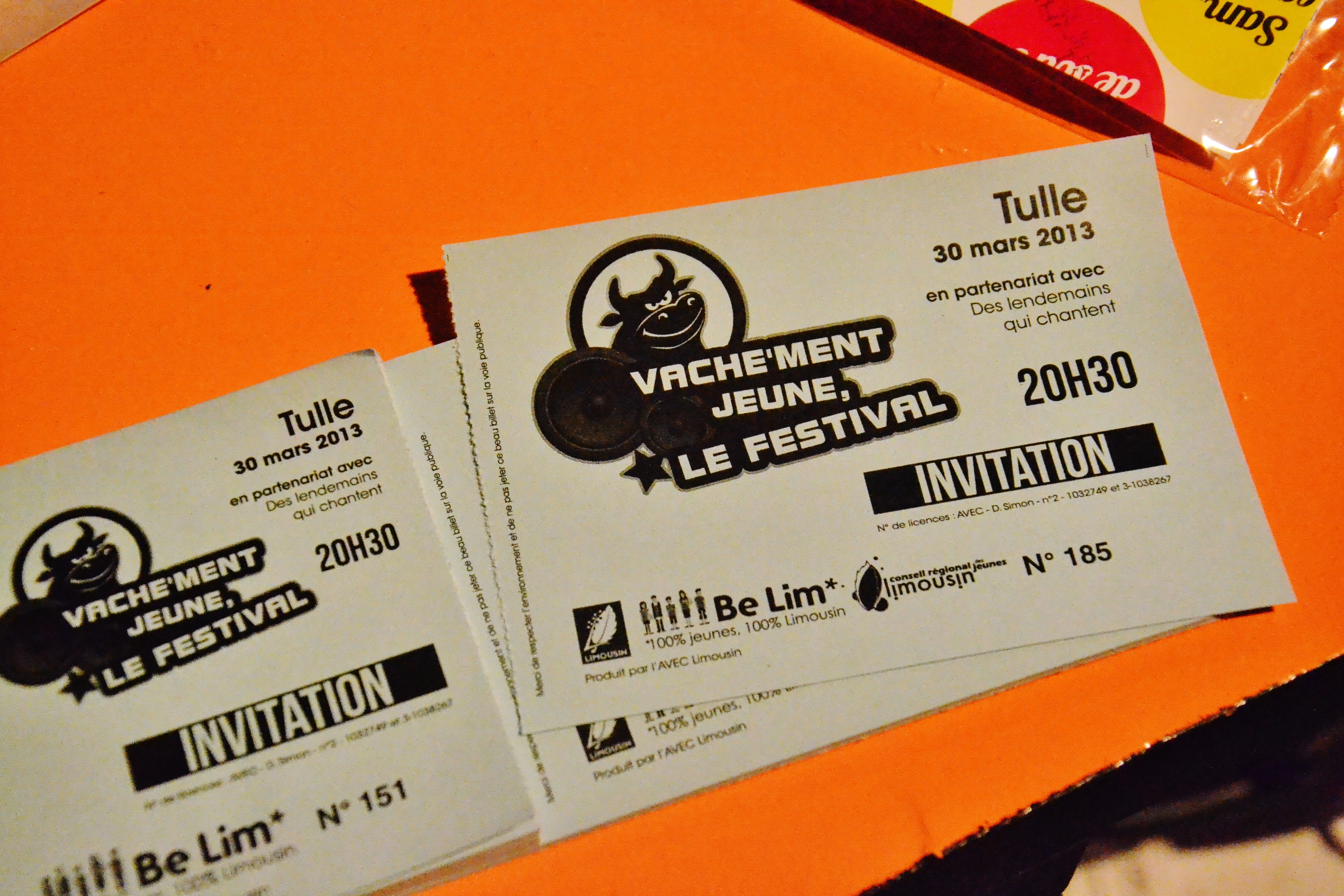
Billet d'entrée au festival Vache'ment jeune, à Tulle.

Membre de l'Anacej depuis sa création en 2005, unique membre français du réseau régional des jeunes de l'Assemblée des régions d'Europe, le CRJL a terminé son premier mandat en décembre 2007. Le bilan du premier mandat témoigne de la diversité des thèmes abordés par cette assemblée citoyenne : parrainage de la scolarisation d'enfant en Oubritenga (Burkina Faso), réalisation d'une infolettre sur l'environnement, réalisation d'une exposition d'art contemporain, sensibilisation aux enjeux du commerce équitable, soutien aux enfants hospitalisés...
Le CRJL a été consulté lors de la mise en place en septembre 2008 du « Cheq'up », chéquier gratuit destiné à aider les jeunes du Limousin dans leurs achats culturels, sportifs et de loisirs, et en 2011 lors du lancement de Belim, service en ligne à destination des jeunes de la région.
Parmi les autres actions menées par le conseil régional des jeunes, une des plus emblématiques est sans conteste le Festival Vache'ment jeune, qui se tient en avril depuis 2009. Trois concerts gratuits sont proposés dans trois villes de la région, permettant à de jeunes artistes limousins de se produire sur des scènes professionnelles encadrées. Lors de son troisième mandat, le CRJ a par exemple mis en place les concours « J'aime mon Limousin », destiné à sensibiliser les jeunes au patrimoine régional, et « Trophées du développement durable » visant à valoriser les initiatives en faveur du développement durable. Il a organisé l'opération « TER J'adhère », journées de sensibilisation à l'usage du TER et a ajouté un prix régional au Concours national de la résistance et de la déportation.